# Piloblephis
Piloblephis là một chi thực vật có hoa trong họ Hoa môi (Lamiaceae).

## Loài
Chi Piloblephis gồm các loài: